# Emory McClintock
Emory McClintock (Carlisle (Pensilvânia), 19 de setembro de 1840 — 10 de julho de 1916) foi um matemático e atuário estadunidense.
Graduado na Universidade Columbia, onde foi tutor de matemática em 1859–1860. De 1863 a 1866 foi agente consular dos Estados Unidos em Bradford, Inglaterra. Foi presidente da American Mathematical Society em 1890–1894 e da Society of Actuaries em 1895–1897.

## Profissões
Foi atuário da Asbury Life Insurance Company, Nova Iorque (1867–1871), da Northwestern Mutual, Milwaukee, Wisconsin (1871–1889) e da MetLife, Nova Iorque (1889–1911). Foi vice-presidente da Mutual em 1905–1911, fiduciário depois de 1905 e atuário consultante depois de 1911.

## Obituário
- Thomas S. Fiske, Emory McClintock, Bulletin of the American Mathematical Society, 23, (1917), pp. 353–357. (inclui uma lista de suas publicações)